# Montes Alduides

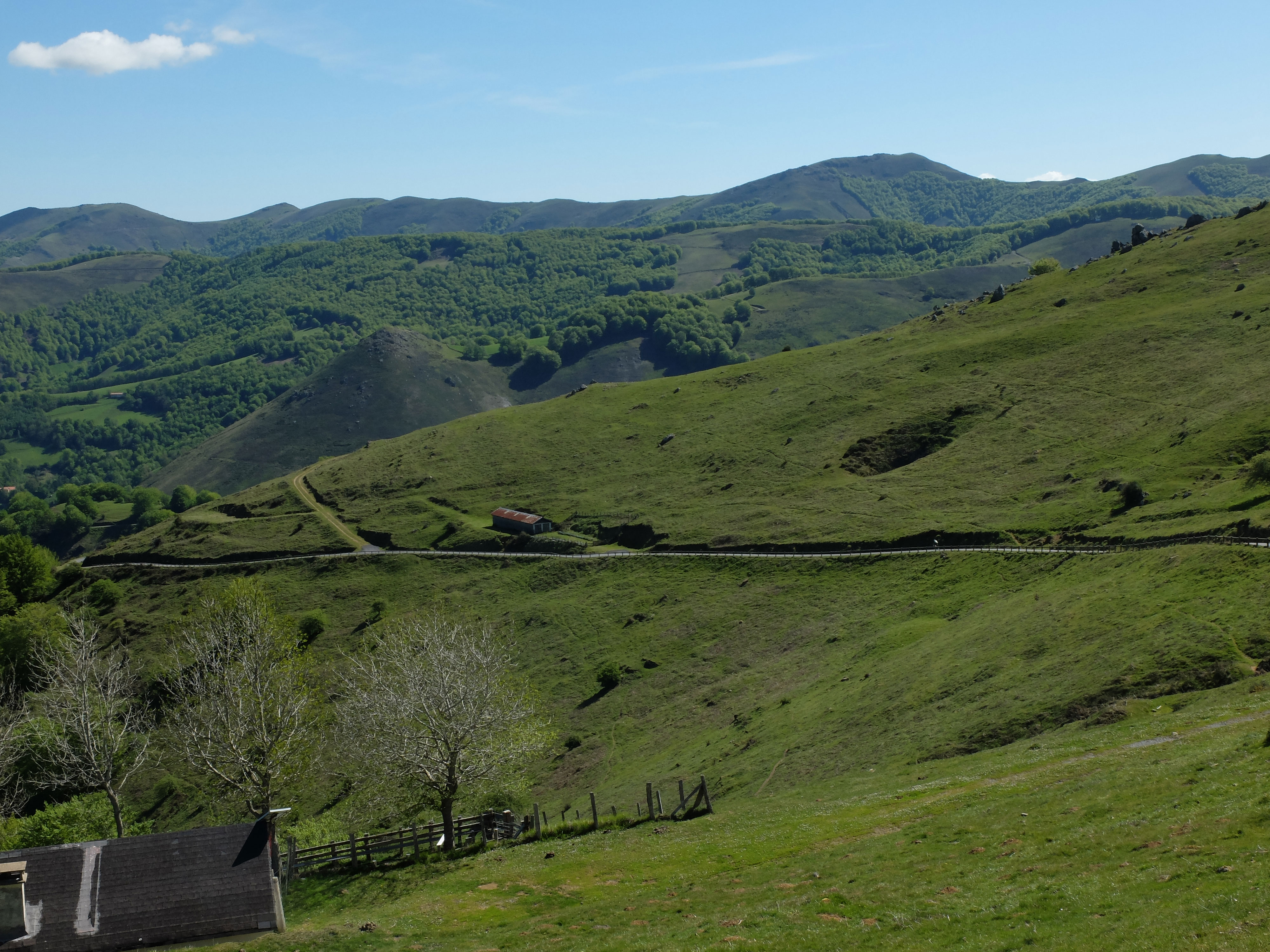
Montes Alduides

Los montes Alduides son unos montes elevados en la comunidad de Navarra, que se desprenden de la cordillera del Pirineo, que está al nordeste de Valcarlos, villa de Sangüesa y siguen por el oeste hasta el valle de Baztán.
Nace en ellos una pequeña regata que se dirige por este último valle; están poblados de árboles y abundan de hierba para el ganado lanar. Los franceses vascongados de Baigorri se aprovechaban de estos montes, aunque pertenecientes a España para el pasto de sus ganados, por haber sido de aquella tierra el rey Íñigo Arista, hasta que después de la conquista de Navarra la alta y su agregación a la corona de Castilla, empezaron los baztaneses y los de Valderro a negarles este aprovechamiento. De aquí se originaron algunas diferencias entre ambas cortes, hasta que Felipe III comisionó a D. Fr. Prudencio Sandoval, obispo de Pamplona, para que pasase en persona a los Alduides y compusiese aquellos altercados. Fue allá en efecto el año de 1612.
Se ha declarado Lugar de Importancia Comunitaria al Monte Alduide (ES2200019).